# Семчезеро
Се́мчезеро (карел. Semčojärvi) — деревня в составе Чёбинского сельского поселения Медвежьегорского района Республики Карелия Российской Федерации.

## Общие сведения
Расположена на северо-восточном берегу озера Семчозеро.

## История
В XVI—XVIII вв. селение являлось центром Семчезерского погоста в составе Лопских погостов.
11 февраля 1938 года по необоснованному обвинению в контрреволюционной деятельности, решением Особой тройки НКВД Карельской АССР, был расстрелян священник Семчезерской церкви Иван Степанович Кудрявцев (1879—1938).

## Население
| 2002 | 2010 | 2013 |
| ---- | ---- | ---- |
| 0    | →0   | →0   |

## Известные уроженцы
В деревне родился Годарев Г. И. (1929—2005) — Заслуженный артист Карельской АССР (1964), Народный артист Республики Карелия (1999).